# Traian (okręg Neamț)
Traian – wieś w Rumunii, w okręgu Neamț, w gminie Zănești. W 2011 roku liczyła 886 mieszkańców.